# Pfarrhof Sankt Veit im Pongau

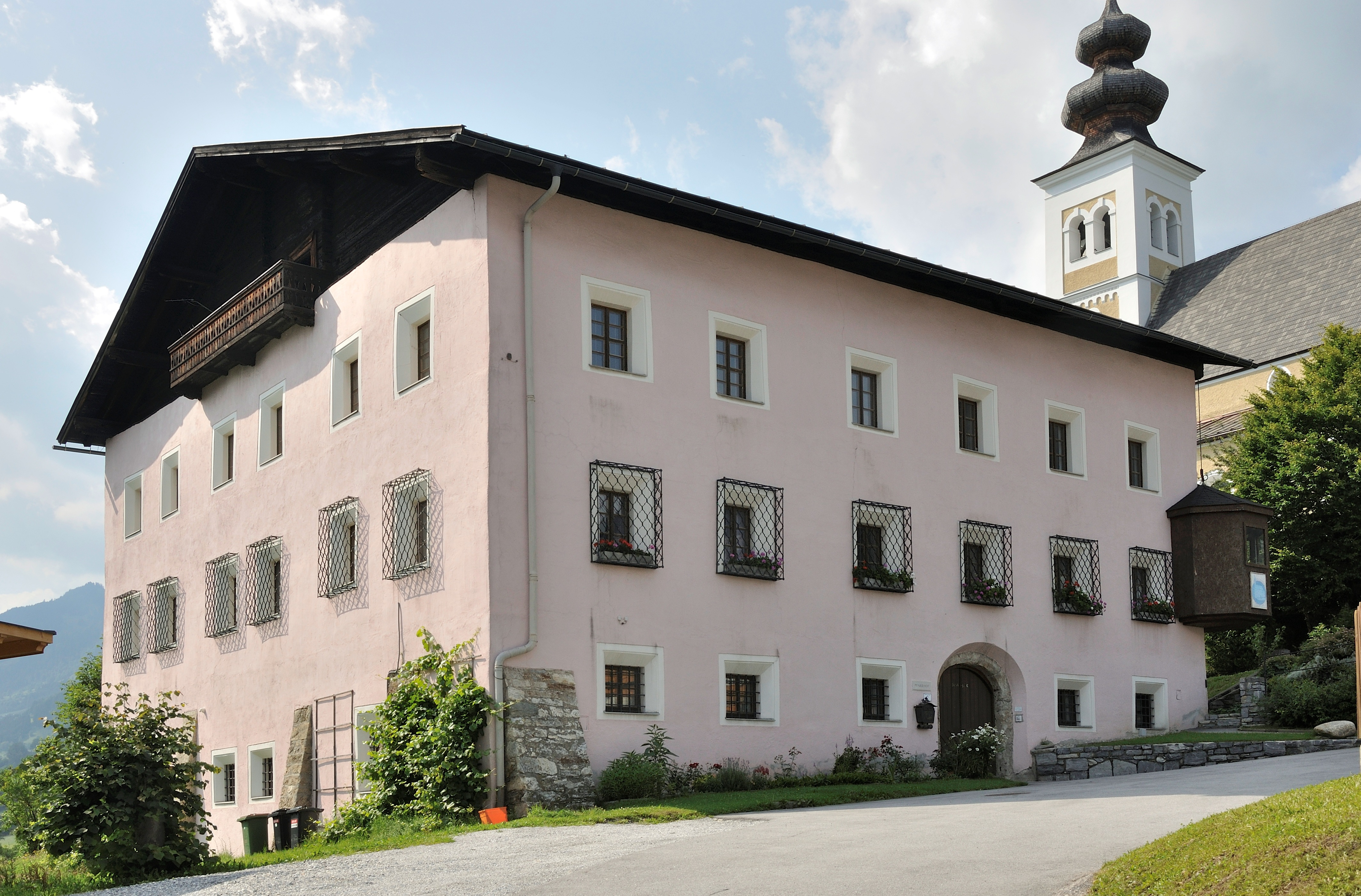
Pfarrhof von St. Veit im Pongau

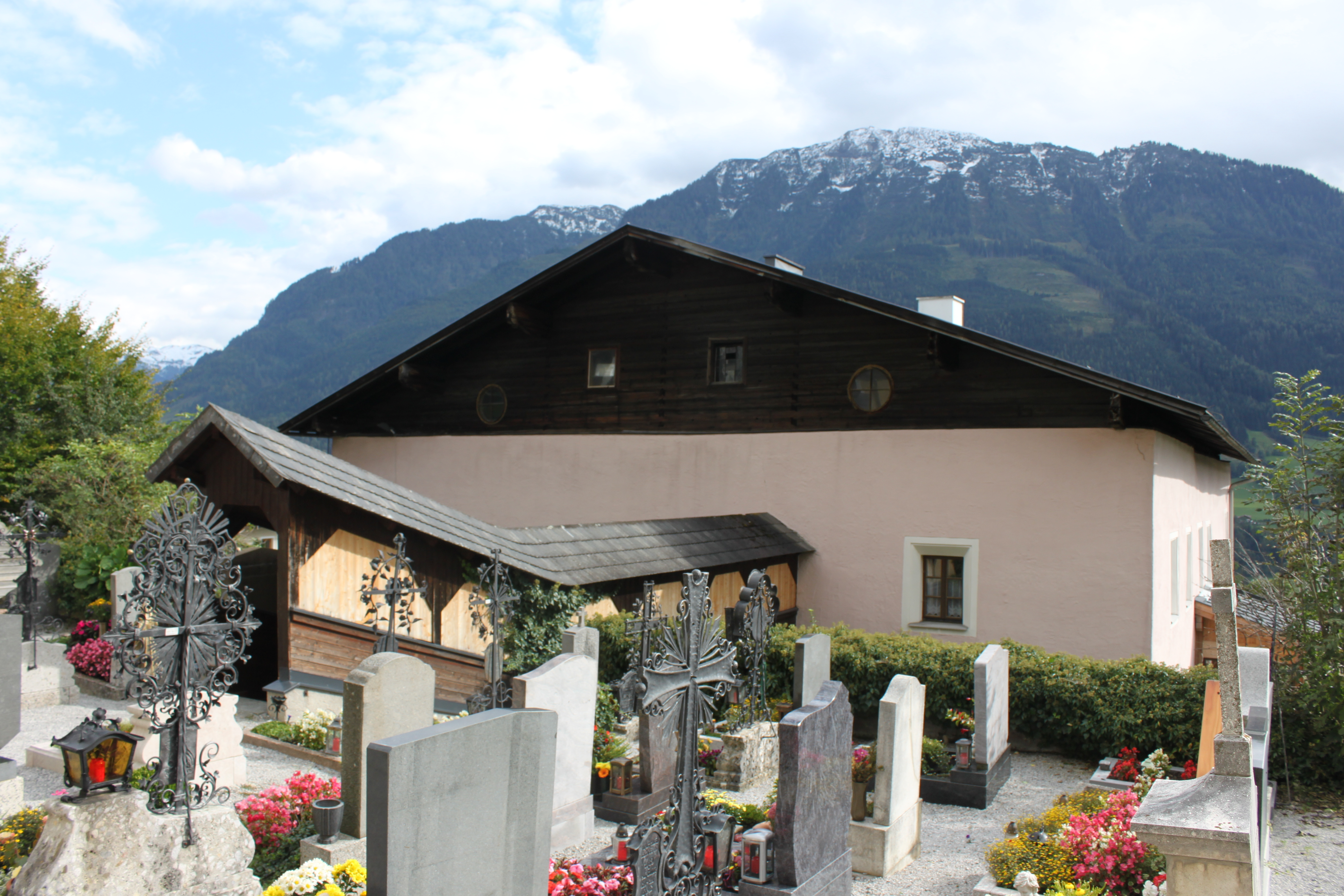
Überdachter Zugang vom Pfarrhof zum Friedhof

Der Pfarrhof Sankt Veit im Pongau steht im Süden der Pfarrkirche Sankt Veit im Pongau in der Marktgemeinde Sankt Veit im Pongau im Land Salzburg. 

## Beschreibung
Das Gebäude ist im Kern ein spätmittelalterlicher Bau aus dem 13. Jahrhundert, welcher durch Umbauten in den Jahren 1750 bis 1753 sein heutiges Aussehen erhielt. Es ist durch eine überdachte Holzbrücke mit dem Friedhof und der Pfarrkirche verbunden. Nach der Zerstörung der Pfarrkirche aufgrund des großen Marktbrandes von 1334 wurde hier eine Augustin-Notkirche eingerichtet, die vorübergehend als Pfarrkirche diente. Zum Pfarrhof gehörte außerdem ein großes Ökonomiegebäude mit mehreren Stallungen, welches bei den Marktbränden von 1823 und 1841 abbrannte. Im zweiten Stock befindet sich ein barockes Bischofszimmer mit einer prächtigen Stuckdecke (um 1700) des aus Wessobrunn stammenden Malers Benedikt Zöpf. 
Das Gebäude wurde 1977/78 generalisiert. Im Zuge dieser Sanierung wurden in den Kellerräumen ein Pfarrsaal, ein Proberaum für den Kirchenchor sowie ein Jugendraum eingerichtet. Des Weiteren wurde eine vorkopernikanische Kalenderscheibe aus dem 16. Jahrhundert freigelegt, welche im Pfarrsaal angebracht wurde. 